# Acqua & Sapone-Cantina Tollo 2002
Questa voce raccoglie le informazioni riguardanti l'Acqua & Sapone-Cantina Tollo nelle competizioni ufficiali della stagione 2002.

## Organico

### Staff tecnico
GM=General manager; DS=Direttore sportivo.
|  | Naz.              | Ruolo | Sportivo            |  |  |  |
|  | ----------------- | ----- | ------------------- |  |  |  |
|  | Italia (bandiera) | GM    | Palmiro Masciarelli |  |  |  |
|  | Italia (bandiera) | DS    | Franco Gini         |  |  |  |
|  | Italia (bandiera) | DS    | Enrico Paolini      |  |  |  |
|  | Italia (bandiera) | DS    | Antonio Salutini    |  |  |  |
|  | Italia (bandiera) | DS    | Giuseppe Petito     |  |  |  |

### Rosa
|  | Naz.                   |  | Sportivo                       | Anno |  |  |
|  | ---------------------- |  | ------------------------------ | ---- |  |  |
|  | Italia (bandiera)      |  | Claudio Astolfi                | 1978 |  |  |
|  | Italia (bandiera)      |  | Daniele Bennati                | 1980 |  |  |
|  | Italia (bandiera)      |  | Lorenzo Cardellini             | 1978 |  |  |
|  | Italia (bandiera)      |  | Mario Cipollini                | 1967 |  |  |
|  | Italia (bandiera)      |  | Gabriele Colombo               | 1972 |  |  |
|  | Italia (bandiera)      |  | Roberto Conti                  | 1964 |  |  |
|  | Slovenia (bandiera)    |  | Martin Derganc                 | 1977 |  |  |
|  | Italia (bandiera)      |  | Cesare Di Cintio               | 1976 |  |  |
|  | Spagna (bandiera)      |  | Francisco Tomás García         | 1975 |  |  |
|  | Italia (bandiera)      |  | Cristian Gasperoni             | 1970 |  |  |
|  | Italia (bandiera)      |  | Massimiliano Gentili           | 1971 |  |  |
|  | Italia (bandiera)      |  | Federico Giabbecucci           | 1975 |  |  |
|  | Italia (bandiera)      |  | Massimo Giunti                 | 1974 |  |  |
|  | Spagna (bandiera)      |  | Santos González                | 1973 |  |  |
|  | Russia (bandiera)      |  | Aleksandr Kolobnev             | 1981 |  |  |
|  | Spagna (bandiera)      |  | Rubén Lobato                   | 1978 |  |  |
|  | Italia (bandiera)      |  | Giovanni Lombardi              | 1969 |  |  |
|  | Spagna (bandiera)      |  | Miguel Ángel Martín Perdiguero | 1972 |  |  |
|  | Italia (bandiera)      |  | Simone Masciarelli             | 1980 |  |  |
|  | Spagna (bandiera)      |  | Augustin Peña Gago             | 1979 |  |  |
|  | Ucraina (bandiera)     |  | Kyrylo Pospyeyev               | 1975 |  |  |
|  | Italia (bandiera)      |  | Michele Scarponi               | 1979 |  |  |
|  | Italia (bandiera)      |  | Mario Scirea                   | 1964 |  |  |
|  | Italia (bandiera)      |  | Filippo Simeoni                | 1971 |  |  |
|  | Stati Uniti (bandiera) |  | Guido Trenti                   | 1972 |  |  |

## Palmarès

### Corse a tappe
- Giro d'Austria

1ª tappa, parte b (Daniele Bennati)
4ª tappa (Martin Derganc)
- Rothaus Regio-Tour

5ª tappa (Daniele Bennati)
- Giro d'Italia

1ª tappa (Mario Cipollini)
3ª tappa (Mario Cipollini)
6ª tappa (Giovanni Lombardi)
9ª tappa (Mario Cipollini)
15ª tappa (Mario Cipollini)
18ª tappa (Mario Cipollini)
20ª tappa (Mario Cipollini)
- Tirreno-Adriatico

7ª tappa (Mario Cipollini)
- Tour Méditerranéen

2ª tappa (Mario Cipollini)
3ª tappa (Giovanni Lombardi)
- Vuelta a España

3ª tappa (Mario Cipollini)
4ª tappa (Mario Cipollini)
7ª tappa (Mario Cipollini)
13ª tappa (Giovanni Lombardi)
- Tour de Romandie

1ª tappa (Giovanni Lombardi)
3ª tappa (Giovanni Lombardi)
- Vuelta a Aragón

5ª tappa (Giovanni Lombardi)
- Euskal Bizikleta

3ª tappa (Miguel Angel Martin Perdiguero)
- Setmana Catalana de Ciclisme

4ª tappa (Miguel Angel Martin Perdiguero)
- Vuelta Ciclista Asturias

3ª tappa (Miguel Angel Martin Perdiguero)
- Settimana Ciclistica Lombarda

3ª tappa, parte b (Michele Scarponi)

### Corse in linea
- Gand-Wevelgem (Mario Cipollini)
- Milano-Sanremo (Mario Cipollini)
- Sei giorni di Aguascalientes (Giovanni Lombardi)
- Sei giorni di Mexico City (Giovanni Lombardi)